# Joeropsis marionis
Joeropsis marionis är en kräftdjursart som beskrevs av Frank Evers Beddard 1886. Joeropsis marionis ingår i släktet Joeropsis och familjen Joeropsididae. Inga underarter finns listade i Catalogue of Life.